# Paulo Teixeira Pinto
Paulo Jorge de Assunção Rodrigues Teixeira Pinto ComNSC (Luanda, 10 de Outubro de 1960) é um jurista e empresário português.

## Biografia
Chegado de Angola em 1975, concluiu os estudos secundários na Escola Padre António Vieira, em Lisboa, e licenciou-se em Direito, simultaneamente, na Faculdade de Direito da Universidade de Lisboa, na menção de Ciências Jurídico-Políticas, e na Universidade Livre de Lisboa, na variante de Ciências Jurídicas.
Foi assistente universitário, de 1983 a 1989, lecionando quer na Faculdade de Direito de Lisboa, quer na Universidade Livre, e foi também secretário-geral desta última. Publicou um ensaio intitulado Do Direito ao Império em D. Sebastião, em 1985, que constituíra o seu trabalho para a candidatura a assistente estagiário na Faculdade de Direito de Lisboa. Foi coautor de um Compêndio de Direito Económico e Financeiro, editado em 1991.
Em 1991 Cavaco Silva chama Paulo Teixeira Pinto para o XII Governo Constitucional. Entra como Subsecretário de Estado da Presidência do Conselho de Ministros, mas no ano seguinte, em 1992, passa a Secretário de Estado dessa pasta, função que desempenha até às eleições legislativas de 1995, acumulando com a de porta-voz do mesmo governo.
Em 1995 retoma a sua vida profissional, ingressando no recentemente criado Banco Comercial Português, como assessor jurídico do Centro Corporativo. Iniciava assim uma carreira na banca, que o levaria a exercer, sucessivamente, os cargos de director-geral e secretário-geral do Conselho de Administração do BCP, chegando à presidência do banco em 2005.
Em 2007, incompatibilizado com Jorge Jardim Gonçalves, disputa a este a liderança do banco, alimentando um polémico conflito entre dois grupos de acionistas. Na origem da crise estaria o falhanço da OPA do BCP sobre o BPI, a que se seguiu o afastamento de Teixeira Pinto pelo grupo de acionistas afeto a Jardim Gonçalves.
Afastado do setor bancário, Teixeira Pinto virou-se para a área livreira, comprando duas antigas editoras, a Ática e a Guimarães em 2008, fundindo-se assim no grupo editorial Babel, assumindo também a presidência da Associação Portuguesa de Editores e Livreiros.
Entre as restantes atividades que exerce e/ou exerceu na área empresarial, é ou foi presidente do Conselho Fiscal da Sociedade Central de Cervejas e Bebidas, vice-presidente da Assembleia-Geral do Taguspark e membro do Conselho Geral do Grupo Lena.
Também é ou foi presidente do Conselho Fiscal do Novafórum, membro do Conselho de Orientação Estratégica da Universidade Católica Portuguesa e dos conselhos consultivos da Universidade de Lisboa e do Plano Tecnológico.
Apoiante da Monarquia, integra o Conselho Privado de Duarte Pio de Bragança e preside à Causa Real. Anteriormente foi também presidente Assembleia-Geral da Sociedade Histórica da Independência de Portugal.
É Comendador da Real Ordem Militar de Nossa Senhora da Conceição de Vila Viçosa e Cavaleiro da Ordem Equestre do Santo Sepulcro de Jerusalém.
Foi um dos principais signatários do Manifesto em Defesa da Língua Portuguesa Contra o Acordo Ortográfico de 1990, petição on-line que, entre Maio de 2008 (data do início) e Maio de 2009 (data da apreciação pelo Parlamento), recolheu mais de 115 mil assinaturas válidas.
É autor dos livros de índole política Um dever chamado futuro, em 2001, e Querer Crer, em 2002, e do livro de poesia (LXXXI - Poema Teorema, em 2008).

### Casamento e descendência
É filho de Arménio Teixeira Pinto e de sua mulher Maria Elisa de Assunção Rodrigues. Casou em 1984 com Paula Teixeira da Cruz, de quem é divorciado desde 1 de Outubro de 2008; e de quem teve uma filha, Catarina (1984) e um filho, Paulo Guilherme (1986), o qual faleceu a 1 de Novembro de 2008.